# Muelle (grafitero)

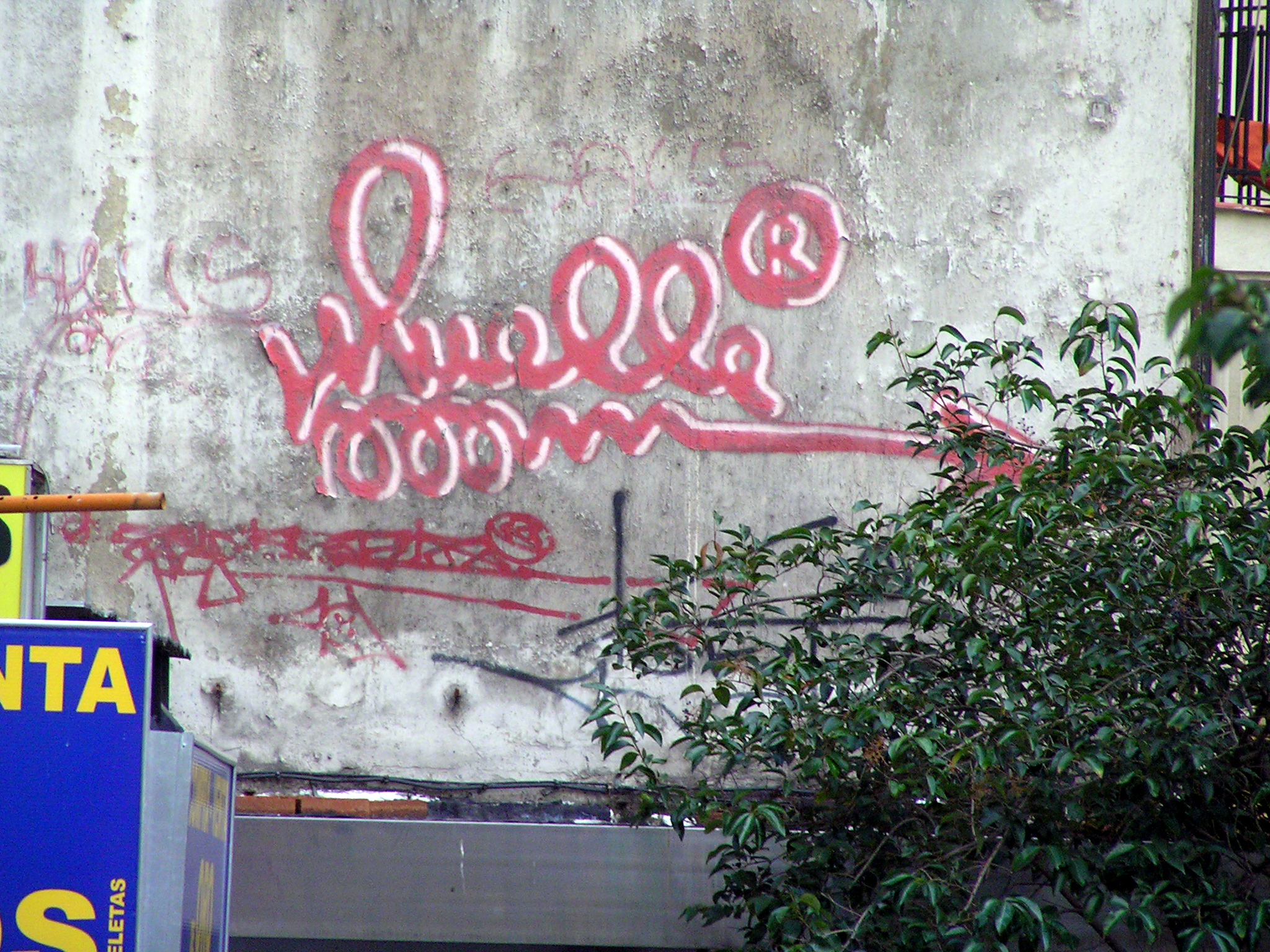
Firma de Muelle en la calle de la Montera, Madrid

Juan Carlos Argüello Garzo (Madrid, 23 de septiembre de 1965-Ib., 1 de julio de 1995), más conocido como Muelle, fue el primer escritor de grafiti español.

## Biografía
Originario del barrio madrileño de Campamento, a mediados de la década de 1980, en la época de la Movida madrileña, empezó a reproducir en paredes y espacios públicos de su barrio el logotipo que había diseñado, compuesto por la palabra Muelle, el dibujo de un muelle acabado en una flecha y una letra R enmarcada en un círculo (según declaró, registró posteriormente su firma para tener el copyright). Primero con rotulador de tinta y después con pintura en aerosol, sembró la ciudad con su diseño, sobre el que no faltaron quejas, ya que no se le encontraba sentido.
En un principio, la policía sospechó que podía tratarse de mensajes en clave de un grupo de narcotraficantes que de este modo trataba de disuadir a otras bandas rivales de «hacer negocios» en su territorio. Meses más tarde se descubrió que los autores eran unos jóvenes encabezados por el tal Muelle, que emulaba de manera muy personal la tendencia de origen neoyorquino llamada «grafiti».
Los sucesivos diseños de la firma fueron evolucionando y haciéndose más complejos, combinando distintos colores, buscando efectos con bordes gruesos y añadiendo detalles de perspectiva tridimensional. La profusión de su obra, su ubicación y visibilidad en espacios públicos, y lo llamativo de sus diseños, contribuyeron a su popularidad y a que otros jóvenes se basaran en ellos para crear los suyos propios. Las firmas de muchos de estos autores, que solo se podían encontrar en la capital –razón por la cual empezaba a hablarse de un «grafiti autóctono madrileño»–, incorporaron también trazos acabados en forma de punta de flecha, por lo que se los denominó flecheros. A este estilo pertenecen artistas como Rafita, Glub o Bleck la Rata.
Estampó su firma también en otras localidades españolas y en el extranjero. En diversas entrevistas en televisión y en prensa escrita, el autor negaba pretensiones políticas a su actividad, que según él obedecía únicamente a la búsqueda de formas alternativas de expresión. En 1993 dejó de firmar por considerar que su «mensaje» estaba ya «agotado». 
Víctima de un cáncer de hígado fulminante, falleció el 30 de junio de 1995. Aun no cumplía los 30 años. Su cuerpo descansa en el cementerio parroquial de Carabanchel Bajo.

## Repercusión posterior, homenajes y reconocimientos

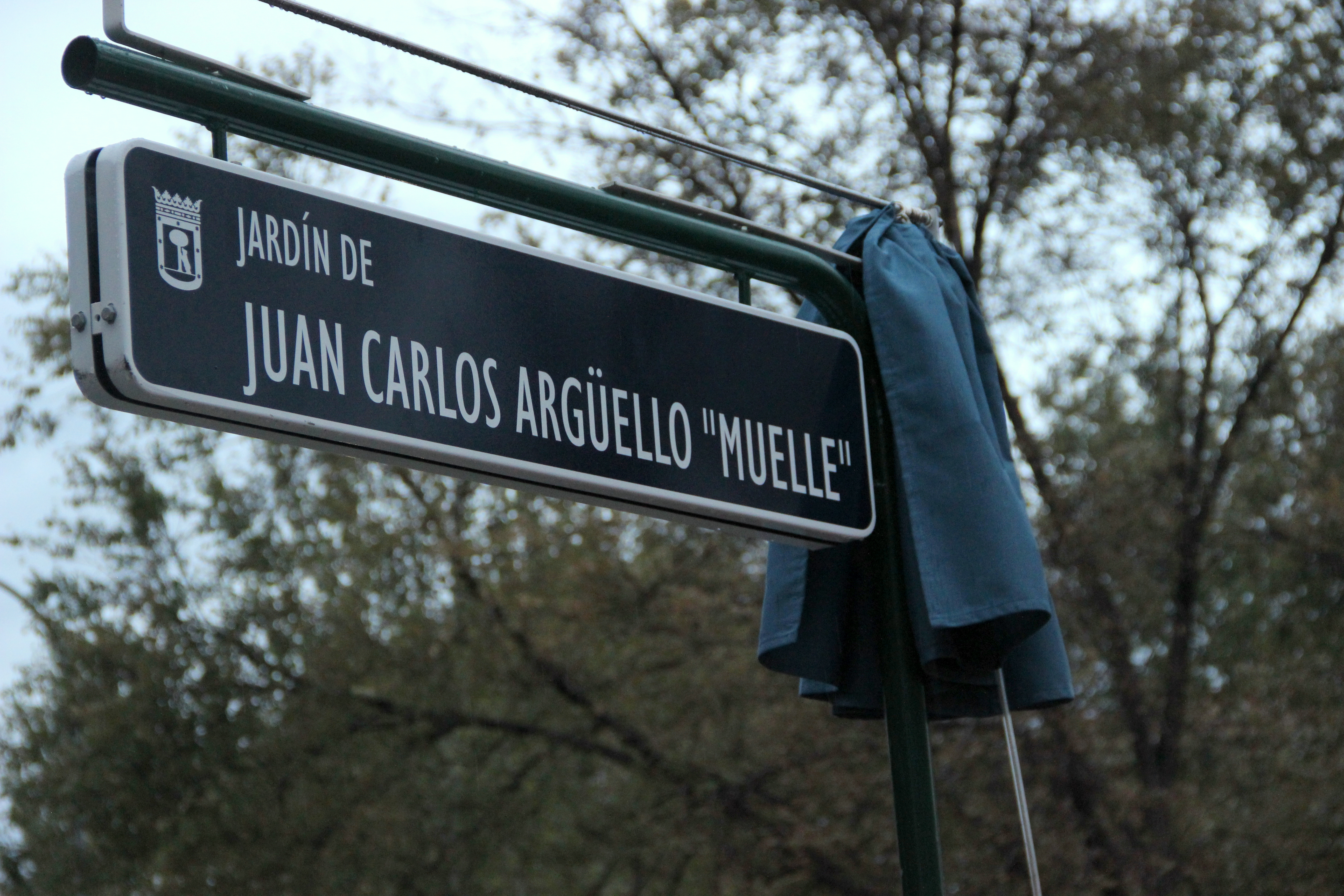
Placa del jardín dedicado a Muelle

Tras un primer homenaje realizado por varios escritores en 2004, en julio de 2005, conmemorando el décimo aniversario de su muerte, se realizó un nuevo homenaje a Muelle en el campo de fútbol de Meco, una ciudad de Madrid, impulsado por el también grafitero Remebe. Los escritores que asistieron al homenaje fueron tanto de la vieja escuela como de las posteriores oleadas de grafiteros: eletey, Ome, Glub, José Luis, Shat2, NTS, TAG (SMC), Anteno, Remebe o Kus Punk, Pastron#7, Homoi, Bboe, Kioh, Rafita, Larry88, Rompe, MataKuras, Koas, Juanjo, Suis, Mania, Shalom, Alien, Dier o Vota Dier, Fer, Jys, Neko, Heso720, Buni o Ramse, entre otros.
En septiembre de 2010, se publicó el libro Yo conocí a Muelle, de Jorge Gómez Soto, una novela en la que la figura de Muelle es crucial.
En 2012 se intentó declarar Bien de Interés Cultural la última firma de Muelle conservada en el centro de Madrid, en la calle de la Montera.
En 2017 fue restaurada por el Ayuntamiento de Madrid con los alumnos de la Escuela Superior de Conservación y Restauración de Bienes Culturales, ESCRBC, en cuya colaboración se publicó un Blog a modo de diario del proceso. El seguimiento de acciones de la Plataforma Muelle, desde las primeras solicitudes a la Comunidad de Madrid y al Ayuntamiento, se ha ido publicando periódicamente, además de la lista de apoyos recibidos, el último, el de la Comisión de Seguimiento de Conservación de Patrimonio del siglo XX, del Ministerio de Cultura, que fue definitivo. La restauración fue muy bien recibida, como demuestran medios especializados en la difusión de noticias sobre arte urbano y grafiti, URBANARIO.
En 2013 se publicó la novela El francotirador paciente, de Arturo Pérez-Reverte, basada en el mundo del grafiti. En ella se hacen referencias a Argüello y a los pioneros del estilo flechero madrileño.
Desde el día 19 de octubre de 2016, en Madrid hay un espacio dedicado a su persona, como reconocimiento otorgado por el Ayuntamiento de Madrid a su obra, concretamente un jardín junto al número 22 de la calle Carabias en el barrio de Campamento, donde vivió. En esa misma plaza desde octubre de 2010 se encuentra un quiosco de prensa cerrado que, como homenaje vecinal, le recuerda con su retrato y un grafiti que reproduce su firma.
Desde 2017 la Junta Municipal del Distrito de Latina organiza el Certamen de Arte Urbano Juan Carlos Argüello Muelle, que premia al ganador y los dos finalistas con la posibilidad de realizar un grafiti en honor a Muelle en el patio del Centro Sociocultural Almirante Churruca, en el barrio de Las Águilas. El 1 de diciembre de este mismo año se ha presentado la restauración de la lona donada por la galería ESTIARTE al ayuntamiento, que fue reclamo de la galería en ARCO 1989. Este anuncio ha coincidido con la inauguración de la exposición de la que forma parte importante «Letras liberadas» en la imprenta municipal.
El 5 de junio de 2018 se redescubrió una firma de Muelle en la calle de Moratín de Madrid. Sus familiares, en concreto su hermano, Fernando Argüello, notificaron el descubrimiento a la edil socialista Mar Espinar, quien subrayó la necesidad de que el Consistorio haga todo lo posible para «proteger» el legado del artista y exigió al consistorio que permita restaurar la firma o que se estudie si se puede hacer.
También se conserva una firma suya en la antigua cárcel de mujeres de Yeserías en Madrid.
En mayo del 2024 se descubrió otra firma suya hecha con rotulador en un edificio ubicado en la esquina de las calles Toledo y de la Cava Alta en el Barrio de La Latina, aunque hubo una preocupación debido a que dicho edificio iba a ser derribado, finalmente se decidió conservarla, abriéndose el debate sobre la conservación de grafitis.

## Galería de imágenes

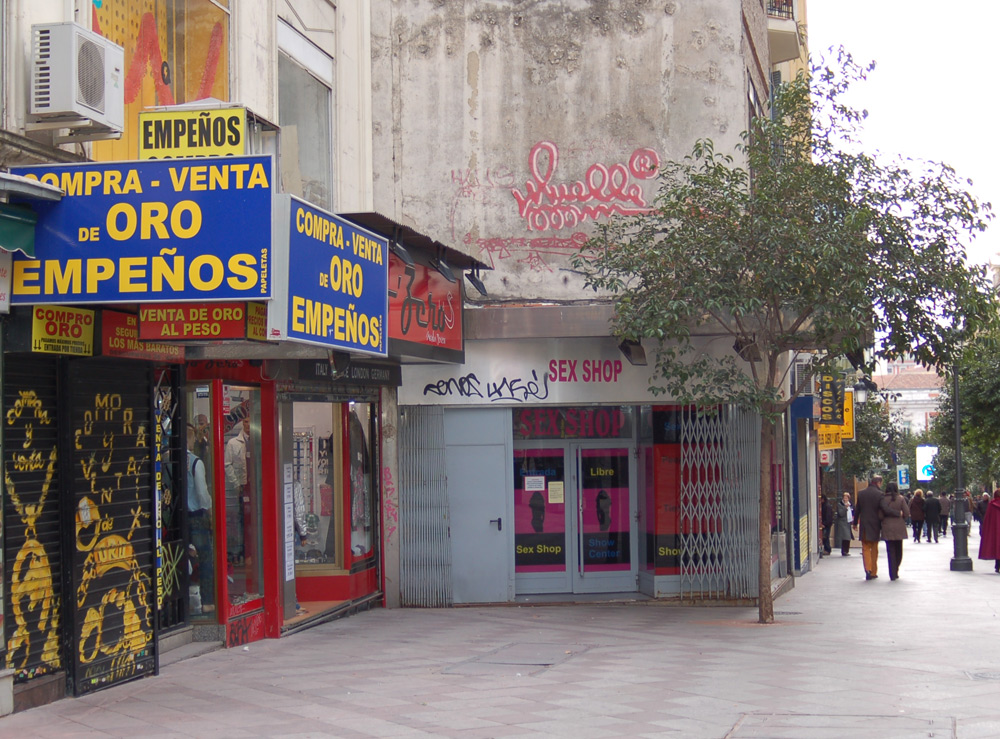
Grafiti de Muelle en Madrid.
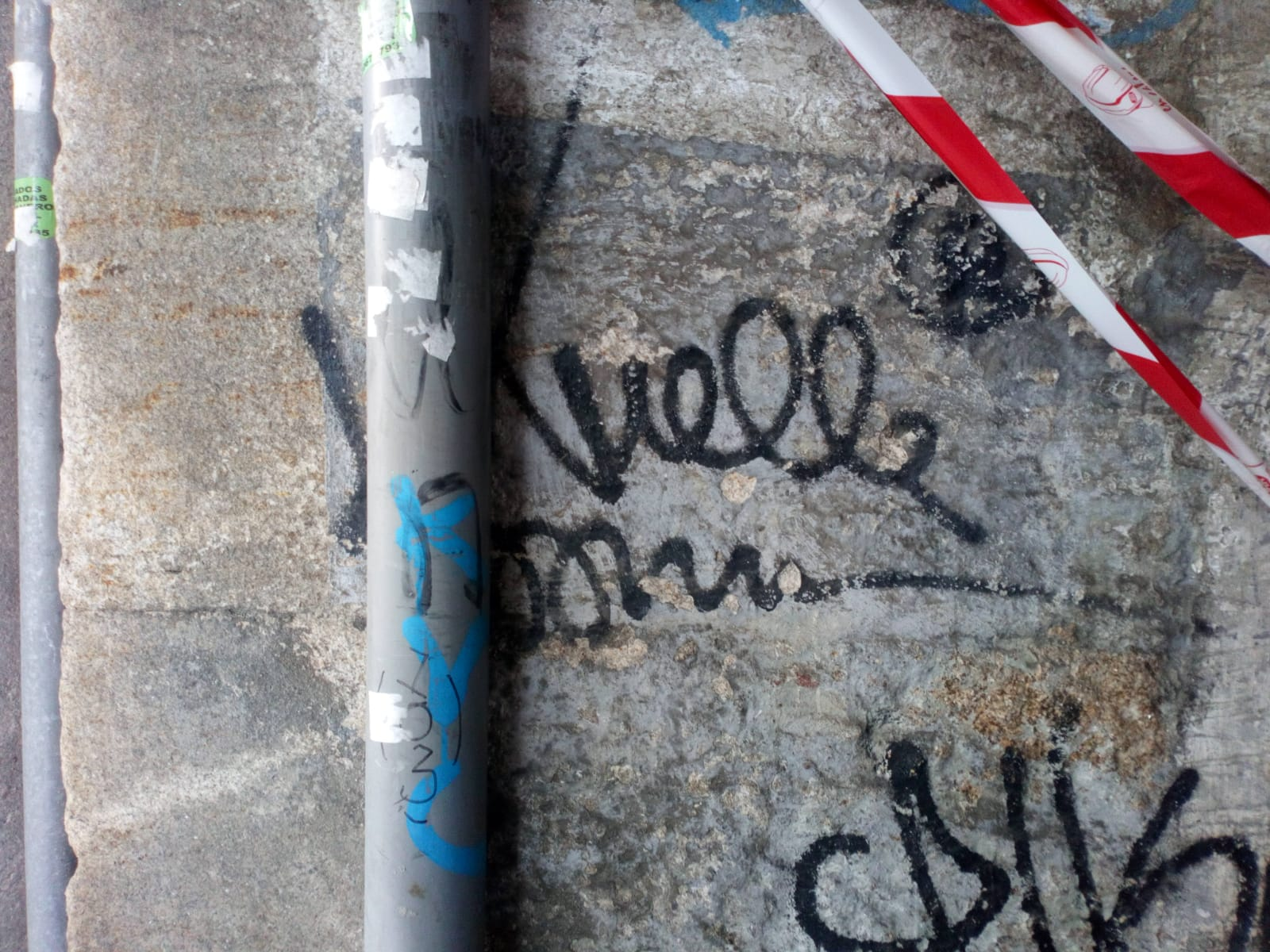
Firma en Vigo, Galicia.
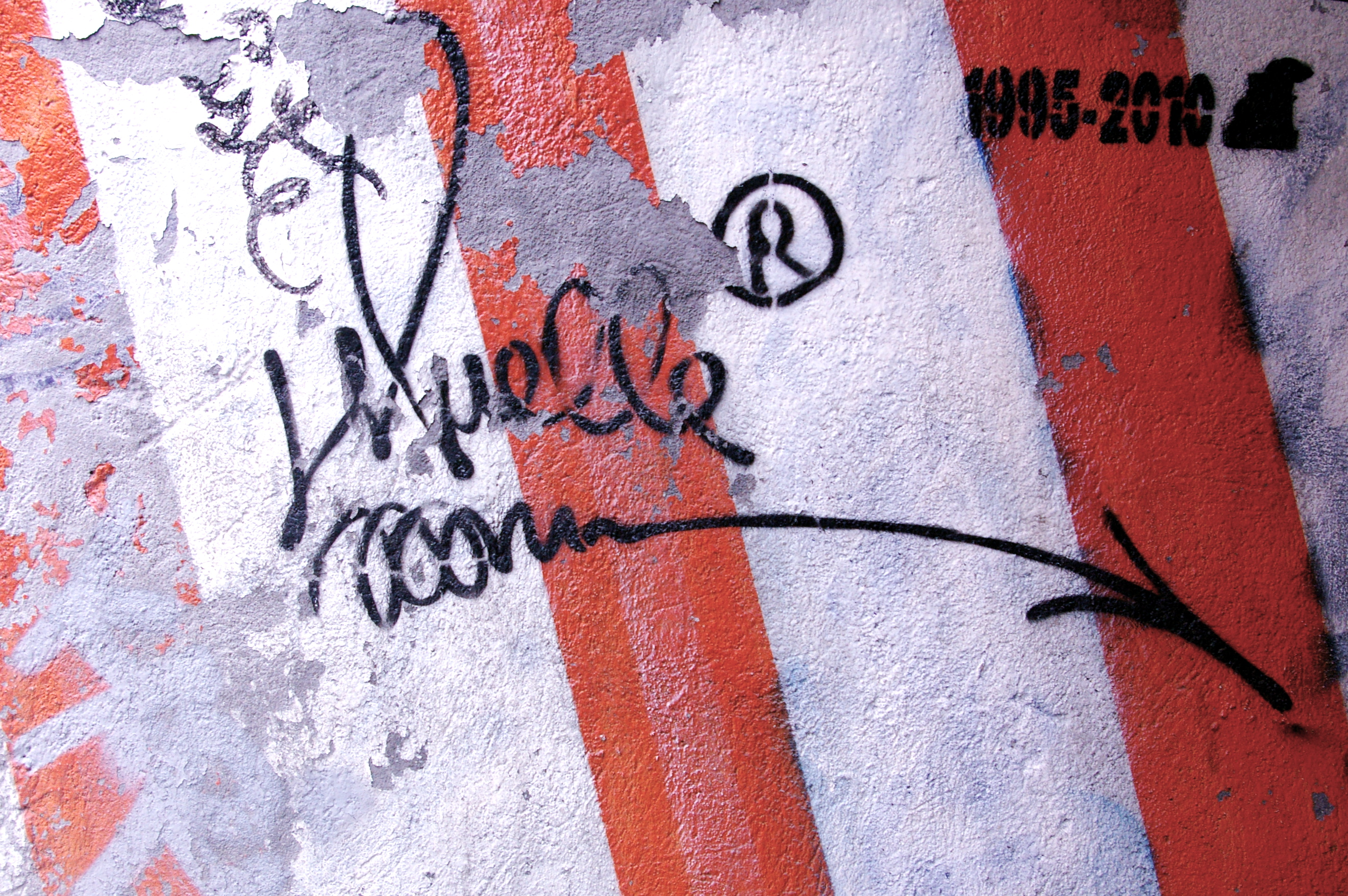
Homenaje a Muelle en el barrio de Malasaña.
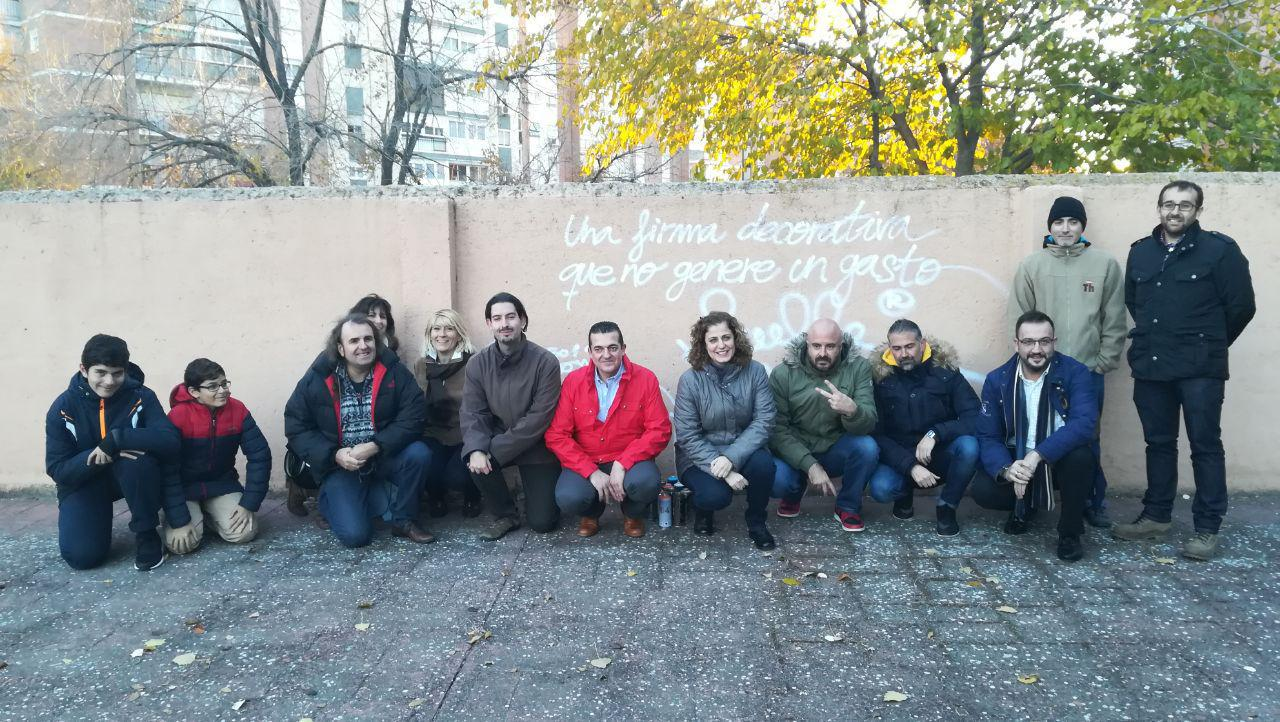
Ganadores del I Certamen de Arte Urbano Muelle.